# Rádio Matraca
O Rádio Matraca é um premiado programa radiofônico brasileiro de humor, música e informação, da USP-FM, no ar desde 1985.

## História
O programa é uma criação de integrantes do Língua de Trapo, grupo de humor musical surgido na cidade de São Paulo em 1979 e um dos mais importantes da chamada “Vanguarda Paulista dos Anos 1980”. Em 1981 o Língua deixou de ser apenas musical para se tornar multimeios, produzindo filmes de curta metragem e lançando um jornal de humor e informação, O Matraca; este jornal inspirou a Rádio Matraca, nome dado a uma sequência de esquetes, paródias e vinhetas humorísticas ouvidas nos shows do grupo, nos intervalos entre os números musicais; nestes momentos a iluminação no palco concentrava-se num aparelho de rádio antigo, estilo “capelinha”, que supostamente transmitia a Rádio Matraca. Em 1984 André Barbosa Filho, ex-integrante da banda de pop-rock Light Reflections e na ocasião, coordenador da emissora USP FM, pertencente à Universidade de São Paulo, assistiu a um dos shows do Língua e teve a ideia de convidar o grupo a transformar a série de esquetes num verdadeiro programa de rádio. E o Rádio Matraca estreou na USP FM em 23 de março de 1985, com uma hora de duração e tornando-se um dos programas de maior audiência da emissora.
Em 15 de março de 1986 o Rádio Matraca passou a ser transmitido pela primeira rádio rock do país, a emissora FM 97, então com sede em Santo André, na Grande São Paulo, onde permaneceu, também com sucesso, até fins de 1987. Em 1991 o programa voltou ao ar na Rádio Gazeta de São Paulo, a princípio em forma de programetes curtos, dentro do programa diário "Rola Gazeta", na divisão de AM da rede, e cerca de um ano depois voltou ao formato original do programa, com uma hora de duração, permanecendo no ar até meados de 1992, na Gazeta FM. Em abril de 1997 o Rádio Matraca voltou à USP FM, onde permanece no ar, inclusive com edições antigas desde dezembro de 2004 arquivadas para audição em qualquer tempo e local na página da emissora na Internet.

## Formato
O programa Rádio Matraca compõe-se de esquetes humorísticas nas formas de textos e paródias musicais e de canções apresentadas em seções, de acordo com seu interesse humorístico, curioso ou simplesmente estético. Estas seções incluem “Sombras de um Passado Vergonhoso” (as primeiras gravações de artistas famosos), “Coincidência” (canções muito parecidas entre si ou simplesmente plagiadas uma da outra), “ Original Para Os Originais” (as primeiras gravações, geralmente obscuras, de canções de sucesso) e “Aversão” (canções em idiomas diferentes do original). 
O humor do programa satiriza tudo, desde notícias do momento e episódios do cotidiano aos próprios meios de comunicação. As esquetes incluem personagens fixos como o Dr. Irvanei Lourenço (médico que fuma vários maços de cigarros por dia), a equipe do “Jornal Zen” (um programa jornalístico apresentado por hippies), a banda punk Verme de Fezes Nojentas e Fedidas e supostos estagiários do programa. Outra característica do Rádio Matraca são as paródias de canções, sejam sucessos do momento ou clássicos do rock ou da MPB. O próprio programa como um todo é apresentado em clima irreverente, incluindo bordões que já marcam o programa, como “nosso tempo é exíguo, escasso e diminuto”, “siiiiim!”, “nem não só , como também” e o indefectível “como é que é o negócio?”. Sem falar na própria abertura do programa: “Muito boa tarde, maluquinhos, aparvalhados e abilolados em geral! Está entrando no ar a sua PRKardan, Rádio Matraca Limitada, beeeem limitada...”
Quase sempre os programas são de um de três tipos: “Mini-Especiais”, com a segunda meia-hora do programa dedicada a um tema; “Especialzões”, com um tema ocupando todo o programa; e “Convidados”, trazendo um convidado por programa, para falar e apresentar canções ou textos.
Os temas dos programas são os mais diversos, como “Trem Bão” (canções sobre trens), “Circo” (canções utilizadas em espetáculos circenses ou por eles inspiradas), “Itália” (canções italianas de todas as épocas), “Anti-Natal” (gravações irreverentes sobre o Natal) ou a obra de um artista, como Nelson Cavaquinho, Burt Bacharach, gravações raras de Jorge Ben Jor, idem Dorival Caymmi, e por aí vai. E alguns dos convidados mais ilustres, cada um em um programa, são os humoristas José Vasconcelos, Serginho Leite, Glauco Villas-Boas e Angeli (inclusive cantando), a cantora Miriam Batucada, os compositores Raul Seixas, Arrigo Barnabé, Tom Zé, Tavito e Jean Garfunkel, os grupos Demônios da Garoa e Premeditando O Breque e o maestro Julio Medaglia, entre muitos outros.
O Rádio Matraca vai ao ar quase sempre previamente gravado, com montagens; na fase da Rádio Gazeta FM o programa era apresentado ao vivo. Ocasionalmente o programa tem sido produzido ao vivo, e houve também edições do programa montadas a partir de shows produzidos em 1985 e 1986 pela equipe, realizados em espaços como o teatro Lira Paulistana e Espaço Camerati, incluindo artistas como Os Inocentes, Tetê Espíndola, Zé Geraldo, Jorge Mautner e Cesar Brunetti.
Desde 1997, o horário de apresentação do Rádio Matraca é aos sábados, das 17 às 18h, pela Rede USP de rádio; na primeira fase na Rádio USP e na FM 97, ia ao ar aos sábados, das 15 às 16h e na Gazeta FM, das 14 às 15h.

## Integrantes
A primeira formação do Rádio Matraca foi quase toda de integrantes do Lingua de Trapo: Laert Sarrumor (vocal), Lizoel Costa (guitarra), Carlos Melo, Cassiano Roda e Ayrton Mugnaini Jr. (compositores), além de Oscar Pardini (que após alguns meses deixaria o programa para integrar a equipe do humorístico radiofônico Café Com Bobagem) e Marcelo Lopes, atualmente Marcelo Moraes nas artes. Na mudança para a FM 97 a formação era Laert, Ayrton e Lizoel; este logo deixou o programa, e logo entraram a atriz Denise Prado e o imitador Sidnei Lopes. Na fase Gazeta FM Sidnei logo saiu da equipe; Laert e Ayrton prosseguiram como dupla; quando retornaram à USP FM, novamente Sidnei Lopes abandonou o programa após algumas semanas e novamente Laert e Ayrton prosseguiram, até a entrada da radialista Alcione Sanna, em 1998; Mugnaini afastou-se do programa em 2000, retornando em 2010; nesse meio tempo Carlos Melo voltou à equipe por alguns meses. Alguns ex-integrantes, como Oscar Pardini, Denise Prado, Carlos Melo e, durante seu afastamento, Ayrton Mugnaini Jr., têm retornado ao programa como convidados.
De 1987 a 1990, após o Língua de Trapo interromper as atividades, Sarrumor e Mugnaini fizeram uma série de shows em locais como o Espaço Persona, o Teatro Mambembe e locais fora de São Paulo como Teatro Cacilda Becker (este em São Bernardo, SP) e em Ubatuba, SP. A formação nestes shows da Rádio Matraca incluiu a cantora Carmen Flores, o ator transformista Moisés Inácio, e os atores Marcelo Carneiro Leão e Marcos Antônio de Campos. Em 1990 Sarrumor, Mugnaini, Sidnei Lopes e Moisés fizeram shows com o nome Quarteto Irreverente – nome este usado também por Sarrumor e outros integrantes do Língua de Trapo para pocket-shows de humor musical nos anos 1990.

## Prêmios
O Rádio Matraca foi premiado pela APCA (Associação Paulista de Críticos de Arte) como melhor programa radiofônico de humor em 2008.